# Jurij Gastiew
Jurij Aleksiejewicz Gastiew (ros. Ю́рий Алексе́евич Га́стев, ur. 22 marca 1928 w Moskwie, zm. 12 października 1993 w Bostonie) – matematyk, filozof, działacz społeczny, więzień stalinowski.

## Życiorys
Syn Aleksieja Gastiewa, rewolucjonisty, naukowcy, poety, działacza Proletkultu, rozstrzelanego w 1939 roku. W czasie wojny pracował w fabryce broni w Swierdłowsku. Student wydziału mechaniki i matematyki Uniwersytetu Moskiewskiego. Członek Bractwa Biednych Sybarytów (Братство нищих сибаритов). W 1945 roku aresztowany z powodów politycznych wraz z innymi członkami Bractwa, skazany na 4 lata łagrów. Wyrok odsiadywał w Republice Komi. Zwolniony w 1949 roku. W 1953 roku wrócił do Moskwy. Ukończył Moskiewski Obwodowy Instytut Pedagogiczny.
Specjalista w dziedzinie logiki matematycznej i filozofii nauki. W 1971 roku uzyskał stopień doktora, którego pozbawiono go po wyemigrowaniu z ZSRR. Pracował w Instytucie Badań Społecznych Akademii Nauk ZSRR, wykładał na wydziale filozoficznym Uniwersytetu Moskiewskiego (do 1974 roku). Tłumaczył publikacje z dziedziny matematyki. Członek matematycznej sekcji naukowej poświęconej cybernetyce przy Akademii Nauk ZSRR. Członek Związku Dziennikarzy ZSRR, wydalony z niego pod koniec lat 70.
Czynny obrońca praw człowieka od końca 1960 roku. Podpisał list dzieci komunistów, represjonowanych za czasów Stalina (1967). Autor wielu artykułów drukowanych w samizdacie. Jego wspomnienia poświęcone procesowi Bractwa Biednych Sybarytów publikowane były w pierwszym numerze wydawanego w Nowym Jorku czasopisma „Pamięć” (Память) w 1978 roku. Od 1970 roku ściśle współpracował z biuletynem ruchu praw człowieka „Kronika bieżących wydarzeń” (Хро́ника теку́щих собы́тий).
Wielokrotnie poddawany przesłuchaniom i przeszukiwaniom.
W 1981 roku wyemigrował do Francji, a następnie do Stanów Zjednoczonych. Publikował w rosyjskojęzycznej prasie: „Rosyjska Myśl” (Русская мысль), „Nowe Rosyjskie Słowo” (Новое русское слово), „Nowy Amerykanin” (Новый американец).